# Metasada
Metasada is een geslacht van vlinders van de familie Uilen (Noctuidae), uit de onderfamilie Acontiinae.

## Soorten
- M. acontianalis Rothschild, 1915
- M. fuliginaria Bethune-Baker, 1911
- M. pleurosticta Turner, 1936
- M. polycesta Turner, 1902
- M. sideropasta Turner, 1936